# Syndrome de Kallmann
 Mise en garde médicale
Le syndrome de Kallmann, ou syndrome olfacto-génital, est une affection rare (prévalence estimée à environ 1/10 000), qui associe un hypogonadisme par insuffisance en hormones gonadotropes hypophysaires (due à la production insuffisante ou absente de l'hormone hypothalamique contrôlant le système reproducteur: la gonadolibérine ou GnRH) et un déficit de la perception des odeurs. Il touche plus souvent les individus de sexe masculin (environ 5 garçons atteints pour une fille atteinte). Cette maladie résulte d'une anomalie localisée du développement fœtal, dont la cause est génétique. Les sujets atteints consultent le plus souvent pour une absence de développement pubertaire à l'adolescence.
Le syndrome olfacto-génital est également appelé :
- syndrome de Kallmann-de Morsier
- hypogonadisme d'origine hypothalamique avec anosmie
- dysplasie olfacto-génitale

## Historique
Ce syndrome a été décrit pour la première fois en 1856 par le médecin anatomopathologiste espagnol Aureliano Maestre de San Juan (es), qui a noté une corrélation entre hypogonadisme et défaut d'olfaction . Près d'un siècle plus tard, en 1944, Franz Josef Kallmann, un généticien d'origine allemande émigré aux États-Unis, décrit quelques cas masculins familiaux qui suggèrent une cause génétique (hérédité liée au chromosome X). Par la suite, différentes formes génétiques du syndrome olfacto-génital ont été mises en évidence: forme récessive liée au chromosome X, formes autosomiques dominante ou récessive, formes en rapport avec l'anomalie simultanée de quelques gènes (formes oligogéniques). Depuis 1991, plusieurs gènes impliqués dans ce syndrome ont été identifiés.

## Description
Le syndrome olfacto-génital se caractérise par :
- un hypogonadisme hypogonadotrophique (insuffisance en hormones gonadotropes hypophysaires, LH et FSH) présent dès la naissance, qui se traduit par une absence de développement pubertaire, puis par une infertilité.
- une anosmie (absence totale d'odorat) ou une hyposmie (diminution de l'odorat) présente dès la naissance.

D'autres anomalies du développement, sans lien physiopathologique direct avec le syndrome olfacto-génital, telles qu'une fente de la lèvre supérieure ou du palais buccal (fente labio-palatine), l'absence d'un rein (agénésie rénale), l'existence de mouvements en miroir des mains (syncinésies controlatérales d'imitation), ou encore une surdité, peuvent être associées à ce syndrome chez certains individus, selon le gène porteur de la mutation en cause (voir ci-dessous).

## Diagnostic
Garçons et filles atteints du syndrome olfacto-génital présentent un retard d'apparition des caractères sexuels secondaires à l'adolescence (augmentation de la taille des testicules et du pénis chez le garçon, développement des seins chez la fille) en raison de l'absence de déclenchement spontané de la puberté. Chez la fille, les cycles menstruels n'apparaissent pas (aménorrhée primaire). Le déficit associé de l'odorat (à rechercher par l'interrogatoire et éventuellement par un test) permet, avec les tests hormonaux révélant la production insuffisante de gonadolibérine, de faire rapidement le diagnostic.
Parfois, chez le garçon, le diagnostic est suspecté dès la petite enfance, devant l'association d'un micropénis et d'une cryptorchidie (testicules en position anormale, non palpables dans les bourses).
L'absence de développement des bulbes olfactifs peut être mise en évidence à tout âge par un examen radiologique (IRM).

## Causes
Souvent, il s'agit de cas apparemment isolés dans une famille, mais il n'est pas rare que plusieurs personnes de la même famille soient atteintes. Les anomalies génétiques (mutations) les plus fréquentes parmi celles décrites à ce jour chez les individus atteints du syndrome olfacto-génital touchent le gène ANOS1 (forme familiale liée au chromosome X, dans laquelle seuls les garçons sont malades, tandis que les filles transmettent la mutation sans être elles-mêmes malades), le gène FGFR1 (forme autosomique dominante, dans laquelle garçons et filles peuvent être atteints mais sont parfois spontanément fertiles sans traitement hormonal de substitution), le gène PROKR2 (forme autosomique récessive ou forme oligogénique), ou encore le gène CHD7, dont les mutations sont souvent responsables d'anomalies multiples du développement en plus du syndrome olfacto-génital. Cependant, plus de la moitié des individus atteints du syndrome olfacto-génital ne sont pas porteurs d'une mutation identifiable dans l'un des gènes connus, ce qui indique que d'autres gènes impliqués dans la maladie restent à découvrir.

## Physiopathologie
Dans cette maladie, il existe un défaut de la migration, pendant la vie fœtale, des cellules neuroendocrines produisant la gonadolibérine (GnRH), depuis le nez vers la région hypothalamique du cerveau où aura lieu la sécrétion de cette hormone, ce qui explique l'hypogonadisme hypogonadotropique présent dès la naissance. Ce défaut de migration est secondaire à une anomalie du développement précoce des fibres des nerfs olfactifs (expliquant l'anosmie ou l'hyposmie), qui normalement guident ces cellules dans leur migration jusqu'au cerveau .

## Traitement
Le traitement vise avant tout à "déclencher" et entretenir le développement pubertaire, en administrant de la testostérone chez les garçons et des œstro-progestatifs chez les filles. Ce traitement hormonal substitutif doit être poursuivi à l'âge adulte, afin d'éviter les complications, notamment osseuses (ostéoporose), de l'insuffisance en hormones sexuelles. Le traitement de l'infertilité chez les individus qui souhaitent procréer nécessite l'injection de l'hormone hypothalamique manquante (GnRH) par une pompe, ou l'injection d'hormones ayant l'activité des hormones gonadotropes hypophysaires, qui sont également déficientes. Ces traitements sont en général dispensés dans les services hospitaliers d'endocrinologie de la reproduction.
Il n'existe pas actuellement de traitement permettant de rétablir l'odorat.

## Épidémiologie
Le syndrome olfacto-génital serait présent chez environ 1 garçon sur 10 000, et pourrait être 5 fois moins fréquent chez les filles .